# Commanderie de Coulommiers
La commanderie de Coulommiers, également connue localement sous le nom de Commanderie des Templiers, est une ancienne commanderie templière puis hospitalière située dans la commune de Coulommiers, dans la région naturelle de la Brie et le département de Seine-et-Marne en région Île-de-France.
Elle constitue un des ensembles de commanderie les mieux conservés de France et le plus complet au nord de la Loire. Elle est inscrite à l'inventaire des monuments historiques en 1932 et classée depuis 1994.

## Localisation
La commanderie est située sur une colline dominant au nord la ville haute de Coulommiers, le Montbillard. Elle se trouve à environ 20 kilomètres au sud-est de Meaux et 60 kilomètres à l'est de Paris. Située en hauteur, à l'écart de la ville historique et sur des axes de commerces (foires de champagne et rivière du Grand Morin) elle est construite à la fois comme un monastère, une ferme et une maison forte.

## Historique

### Aux origines: les moines soldats et fermiers
La commanderie de Coulommiers a été fondée comme 1 200 autres du même type en France par l'ordre mi-religieux mi-militaire du Temple. Créé en 1127 afin d'assurer la protection des pèlerins vers Jérusalem et la Terre Sainte il nécessitait à la fois un réseau important d'hommes rompus aux armes des ressources financières importantes basées sur les revenus agricoles et les donations de fidèles pour alimenter ses activités militaires en Orient et la protection entre l'Europe et la Palestine.
A l'image des futurs réseaux de banques ou de relais de poste, ils construisent un réseau de "Maisons du Temple", des fermes monastères puissantes et riches dont on trouvait une douzaine d'exemples sur le seul territoire de la Seine et Marne.
A Coulommiers, la commanderie fut fondée entre 1172 et 1173 sur des terres offertes par Henri, comte palatin de Troyes en Champagne.
Elle est en effet mentionnée dans un acte de confirmation de donation du comte Henri écrit à une date comprise entre le 8 avril 1173 et le 23 mars 1174. Par contre cette maison du Temple n'est pas mentionnée dans les rôles des fiefs du comté de Champagne vers 1172. La fondation a eu lieu entre ces dates.
Sa principale activité était la culture des céréales : froment et avoine en particulier.
La vie au sein de la communauté de Coulommiers était secouée par des contentieux avec le comte Thibaud IV (comte de Champagne de 1201 à 1253) qui s'inquiétait fortement de la montée en puissance de l'Ordre et notamment de sa richesse. Il en vint à adresser une requête au roi Louis IX afin d'interdire aux Templiers d'acheter des biens sans autorisation du comte. Ce qui fut accepté.
A la tête de la Commanderie, un commandeur dirige, tel un abbé ou un seigneur, la communauté, ses travaux et ses comptes. Il rend compte à un provincial qui lui même rend compte au Grand Maître basé selon les époques en Terre Sainte à Saint-Jean d'Acre ou bien à Paris dans l'Enclos du Temple. 4 noms de commandeurs nous sont parvenus :
| Nom du commandeur   | Dates                     |
| Raimbaud, chevalier | XIIIe siècle              |
| Arnould             | mort avant septembre 1268 |
| Robert le Frison    | vers 1267-1291            |
| Rémi, sergent       | vers 1300-1307            |

### La fin de l'Ordre et l'arrivée des Hospitaliers

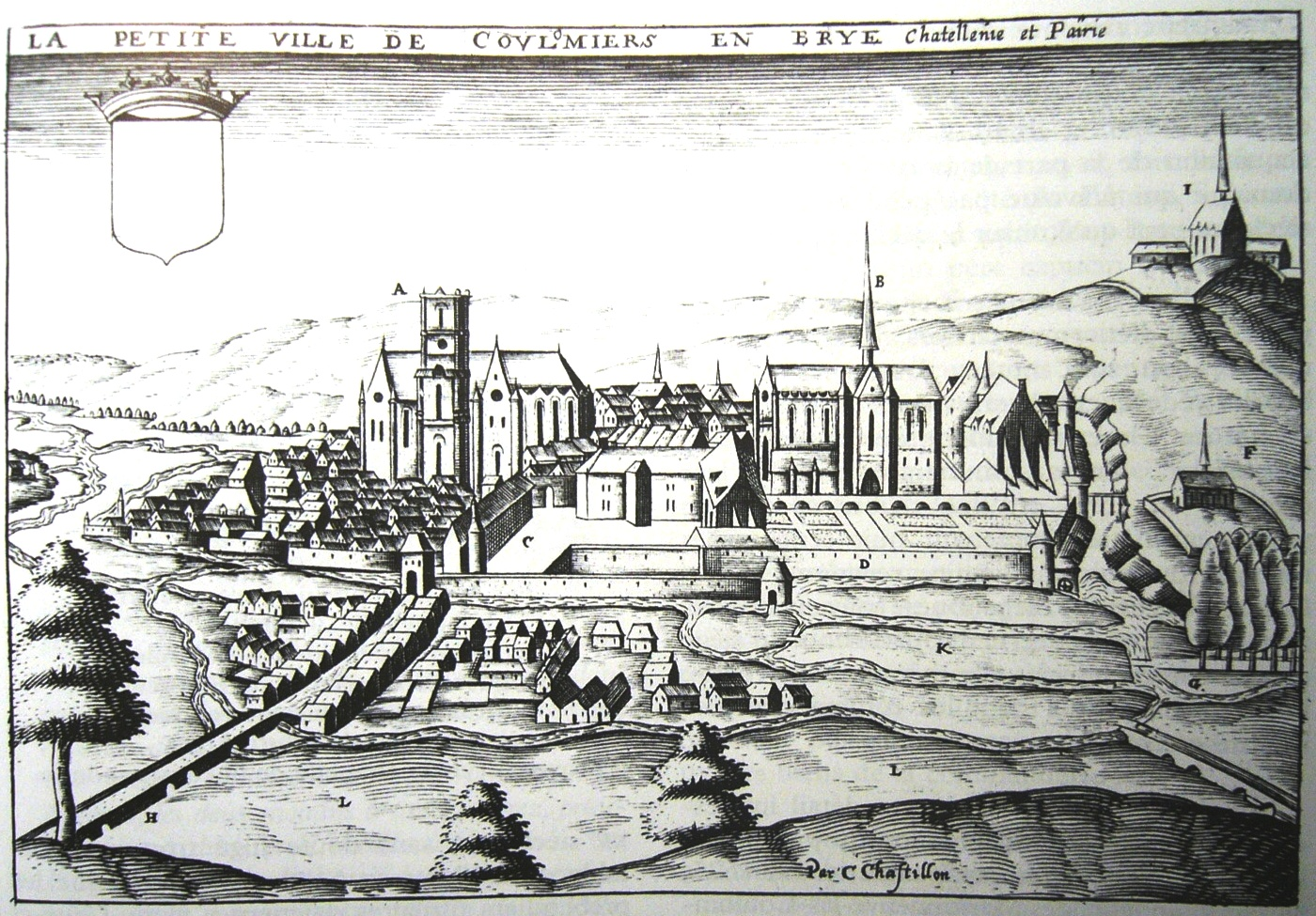
Coulommiers - Gravure de Claude Chastillon - 1600

De 1155 à 1132 et au gré des croisades et pèlerinages, les dons sont nombreux et la commanderie devient de plus en plus riche et puissante. Un mouvement renforcé par sa situation sur la route commerciale des foires de champagne qui voit passer vins, fromages, épices et autres tissus précieux.
De nombreux actes notariés attestent durant tout le XIIIe siècle des donations de terre, prés, vignobles et bois faites aux Templiers de Coulommiers par des nobles de la région. Ils acquièrent aussi les moulins d'Ouches, d'Aulnoy et de la porte du château de Coulommiers. En 1308, le domaine comptaient 420 arpents de terre qui rapportaient 240 livres petit tournois. Cette surface correspond à 210 hectares actuels. Les Templiers de Coulommiers possédaient également la grange de Bibartaut située à sept kilomètres au nord-ouest et qui devint une commanderie indépendante.
Cependant, la puissance politique, morale et financière du Temple fait de l'ombre à la Couronne, par ailleurs appauvrie. Le vendredi 13 octobre 1307, le Roi Philippe le Bel fait arrêter sur des prétextes fallacieux simultanément tous les Templiers de France et s'empare de leurs biens,  la Commanderie de Coulommiers ne fait pas exception.
Lors de l'arrestation des Templiers, il n'y avait plus que quatre frères dans la commanderie. Parmi eux, Jacques le Verjus de Rebais-en-Brie, âgé de 70 ans, Lambert de Cormelles, âgé de 45 ans et le frère sergent Rémi qui était le précepteur. La Commanderie fut confiée au prévôt de Coulommiers, Gillon Barillat, en 1308 par Philippe le Bel et les moines emprisonnés à Melun.
L'ordre du Temple est dissous en 1311 et la commanderie fut dévolue aux Hospitaliers de Saint-Jean de Jérusalem sur ordre du pape Clément V.
Les registres mentionnent alors 420 arpents de terre (200 hectares) de prés et labours, des bois, des vignes, des ponts à péages ainsi que trois moulins avec droits banaux (utilisation ouverte à tous moyennant le paiement d'une taxe).
La Commanderie du Temple devient Commanderie de l’Hôpital (par référence à ses nouveaux occupants) et était réunie avec la commanderie de Maison-Neuve et celle de Bibartaut. François de Commenges (Comminges) est connue comme commandeur en 1722.

### La commanderie passe à la Bourgogne, puis revient à la France

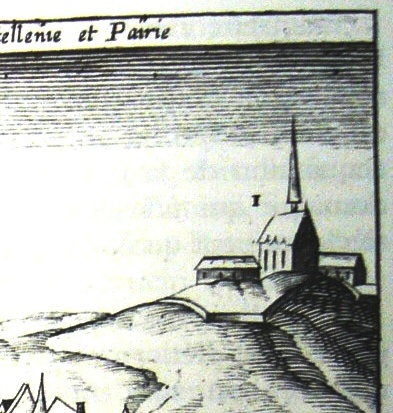
Détail de la gravure, montrant la commanderie surplombant la ville

En 1420 au gré des conquêtes et guerres féodales médiévales, les Bourguignons s'emparent de Coulommiers et de sa Commanderie. Rien ne change dans son activité et ce jusqu'au retour sous le giron de la couronne de France en 1449.
En 1479, elle est rattachée à celle de Paris et ses commandeurs deviennent Grands Prieurs de France. C'est de cette époque que date la reconstruction du logis comme un palais abbatial valorisant la fonction de son occupant.

### A la Révolution: saisie en bien national
Lorsque éclate la Révolution, la commanderie continue ses activités et la région n'est pas particulièrement affectée par les fièvres révolutionnaires, la région restant plutôt favorable au Roi. Cependant, en 1794 et à la faveur de l Terreur, elle est saisie, pillée, puis vendue au titre de bien national, à Pierre Josse, un cultivateur, qui transforma le logis en logement des fermiers et la chapelle en grange à foins.
La chapelle fut désacralisée et transformée en grange à paille et à foin. La commanderie changea de nom et fut appelée la ferme de l'Hôpital.

### Une ferme briarde typique menacée par le béton
La commanderie de l’Hôpital, devient la ferme de l’hôpital, une ferme briarde typique et bourgeoise avec ses foins, ses cochons, ses vaches et leur lait, sa basse-cour, sa grange, ses écuries, un abreuvoir... un rôle qu'elle va assurer pendant 172 ans jusqu'en 1964.
Vendue plusieurs fois et subdivisée entre divers propriétaires au cours des XIXe et XXe siècles elle est rachetée par la municipalité en 1964, après le départ des derniers fermiers en vue d'un grand projet d'urbanisation des terres qui condamne la fonction agricole et prévoit la destruction de ses bâtiments.
Cependant, si les champs sont devenues un quartier HLM, une cité scolaire, sportive et administrative, avec ironie de l'histoire la construction en 1978 de l'hôpital de l'est francilien en face de la ferme de l’Hôpital (qui désignait dans ce cas l'ordre des hospitaliers qui l'avait occupé), la ferme est sauvée de justesse en 1966 par l'association locale des "Amis du musée du papier".
Le site, est, depuis 1990, animé, entretenu et restauré par des bénévoles qui ont obtenu son classement en Monument Historique assurant ainsi sa protection définitive. L'association ATAGRIF (Ateliers de Techniques Anciennes) perpétue la protection et la mise en valeur du site, en y organisant des activités pédagogiques tout au long de l'année : chantiers de restauration, stages de formation aux techniques anciennes, centre de loisirs pour les enfants, expositions, concerts, visites et conférences autour de la période médiévale.
Jean Schelstraete est connu sur le site autant pour avoir contribué à l'organisation du sauvetage de la commanderie de Coulommiers par les chantiers de bénévoles et pour avoir écrit en 1968 l'unique ouvrage consacré exclusivement à l'histoire de la commanderie de Coulommiers. Cet ouvrage dresse l'historique général de la commanderie depuis sa fondation jusqu'à nos jours, décrit l'ensemble des lieux et raconte le commencement des chantiers de restaurations du site. La commanderie est ainsi restaurée depuis quarante ans par des bénévoles lors de chantiers internationaux, dans le cadre de l’Union Rempart. L'architecte en chef est Hervé Baptiste.

## Description
L'ensemble architectural s'organise autour d'une grande cour rectangulaire mesurant environ 100 m x 50 m. Un petit appentis perpendiculaire à l'axe de l'ensemble, sépare la basse cour (à l'origine en terre battue) ceinturée par des granges, de la cour d'honneur, jadis pavée, qui regroupe les bâtiments principaux (ex: la chapelle).

### La basse-cour

#### La Grange aux dîmes

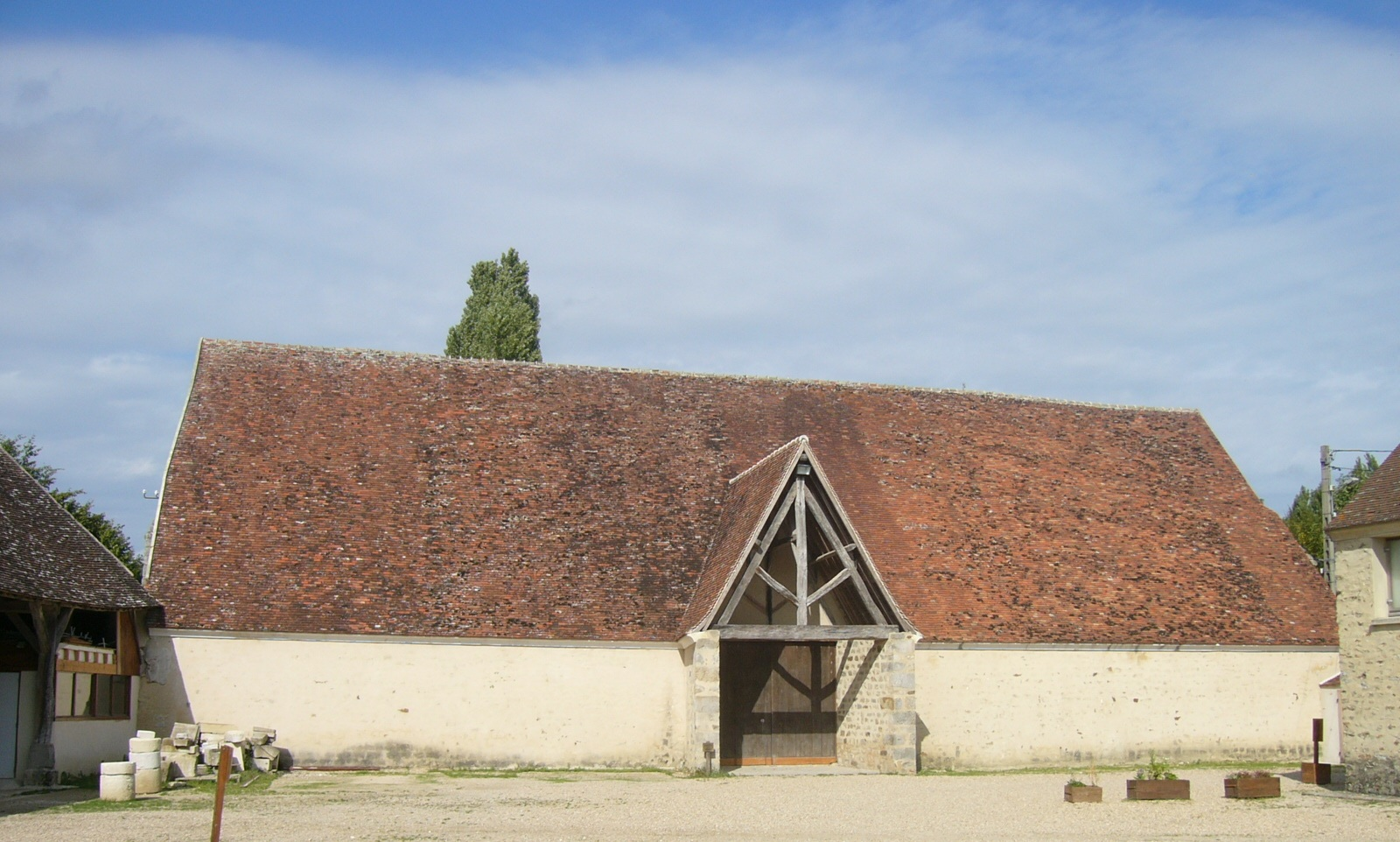
Grange aux dîmes

Refermant la cour à l'ouest, cette grange d'origine templière était bâtie initialement à l'extérieur de la cour en face de la porte primitive de la commanderie. Il s'agissait d'un vaste grenier de 33 mètres de long qui permettait de remiser la récolte de céréales de l'année. Les maçonneries en pierre des champs sont renforcées aux pignons par cinq contreforts en grès. La moitié supérieure du bâtiment restait vide afin d'assurer l'aération nécessaire au stockage des grains. Très sombre, cette grange ne possédait à l’origine qu’une seule ouverture à l'est, vers la cour, c’est-à-dire une large porte à deux battants pour entrer les charrettes. Le sol primitif était en terre battue. La charpente traditionnelle en chêne est posée sur des dés en grès taillé. Elle a été reconstruite par les Hospitaliers au XVIe siècle. La toiture à deux pans, en tuiles plates, était à l'origine en chaume comme tous les autres bâtiments, hormis la chapelle.

#### Petite grange et charreterie
Probablement édifiées entre les XVIIIe et XIXe siècles, en remplacement de bâtiments plus anciens qui abritaient les caves du XIIIe siècle, ces anciennes grange et charreterie font aujourd'hui office de logis des bénévoles et d'atelier de taille de pierre.

#### Anciennes porcheries
Seul bâtiment perpendiculaire à la cour, il devait être, à l'origine, beaucoup plus vaste et devait servir avec un accès au potager et aux caves. Au XVillème siècle, ce bâtiment fut formé pour l'élevage de porcs et recouvert d'un toit de chaume.

#### Anciennes écuries
Ce long ensemble de bâtiments, fermant la cour au nord, devait, jadis être les anciennes écuries. Selon la Règle du Temple, chaque chevalier disposait de 3 chevaux, dont un destrier pour le combat et deux sommiers pour le transport. Transformé en salle polyvalente, cet ensemble a perdu son caractère et est inaccessible à la visite.

### La Cour d'Honneur

#### Logis du Commandeur

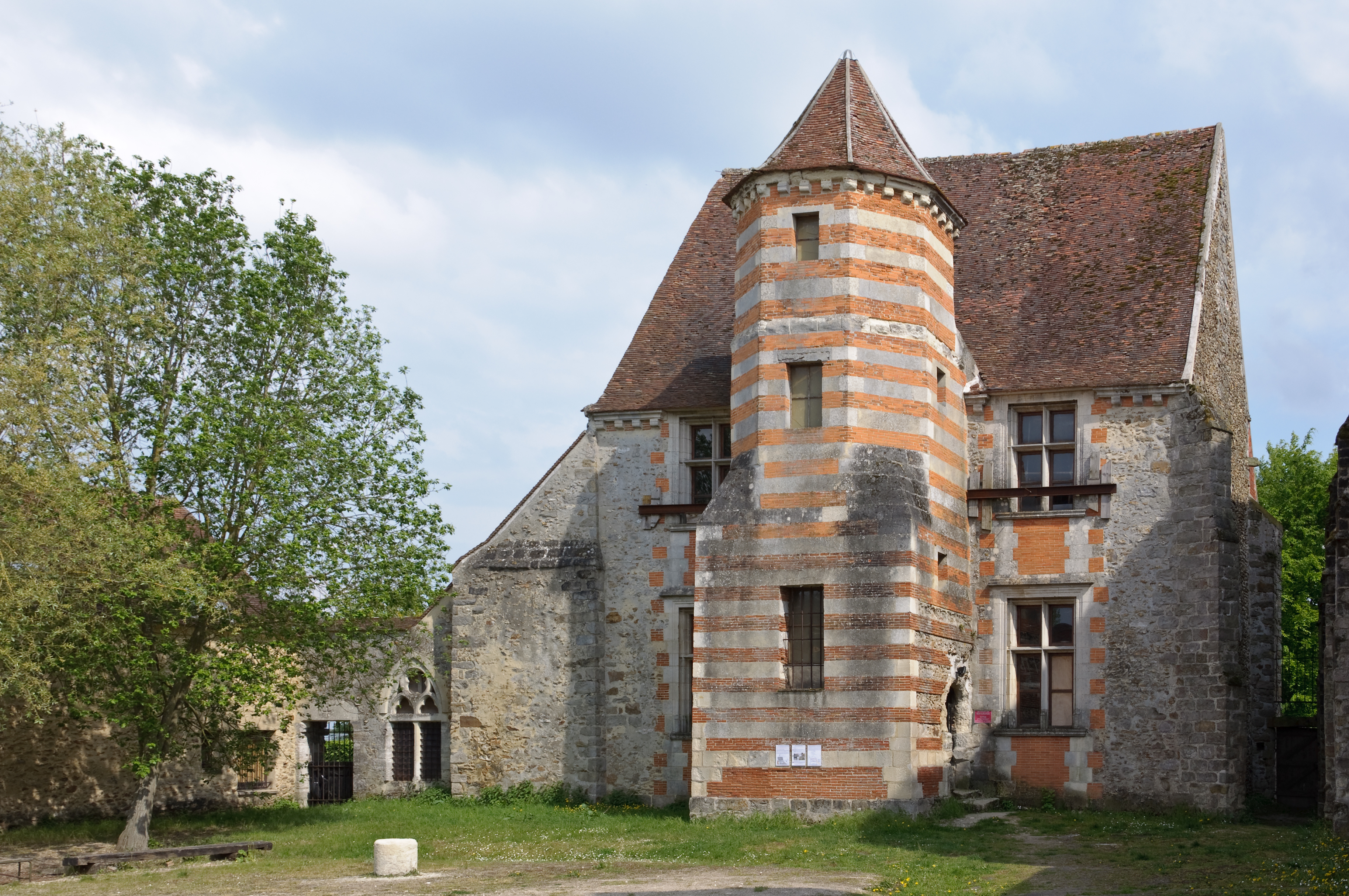
Vue extérieure du logis

Le logis est situé à l'est de la cour d'Honneur. C'est un vaste bâtiment constitué de trois niveaux : un rez-de-chaussée, un étage et des combles sous charpente.
Il comprenait un cellier, une cuisine équipée d'une cheminée monumentale, un réfectoire au rez-de-chaussée, et probablement deux dortoirs à l'étage, séparés par une cloison. Deux tours octogonales d'escalier servaient d'accès dans les angles est.
Une grande partie de la maçonnerie date du XIe siècle comme en témoignent les fenêtres gothiques en arc brisé et les murs appareillés mais il a été remanié par les Hospitaliers dans la première moitié du XVe siècle, selon un compte-rendu de visite de 1456. Tout d'abord, le bâtiment a été amputé de sa partie nord (cellier, escalier et cuisine). Les portes et certaines fenêtres d’époque templière bouchées et reconstruites dans le style renaissant. Une tour d'escalier octogonale sur plan carré a été plaquée à la façade ouest, côté cour.
L'ouverture, par les fermiers, d'une porte à l'emplacement des fenêtres à croisillons de pierres fut l'objet des premiers chantiers de restauration réalisés dans les années 1970. Au fond du passage situé entre la Chapelle et le logis une tour octogonale en gros grès abritait l'escalier templier, utilisé pour accéder à l'étage. L'escalier a, en partie, disparu, et la tour a perdu sa partie haute et sa toiture. Le logis, en cours de restauration, souffre d'instabilité et est interdit à la visite.
Ce bâtiment contraste avec les autres en raison de ses maçonneries en rangs alternés de briques et de pierres. L'intérieur présente six pièces qui étaient toutes équipées de cheminées et séparées par des cloisons à pan de bois avec remplissage de briques. La charpente traditionnelle en chêne est constituée de vingt-et-une fermes de chevrons et d'un double sous-faîtage. Cette charpente dont les parties basses sont en mauvais état est en cours de restauration en 2022. Tout le bâtiment a nécessité des étaiements intérieurs comme extérieurs par la pose de tirants métalliques intérieurs et de contrefiche en bois sur la façade est.

#### Colombier

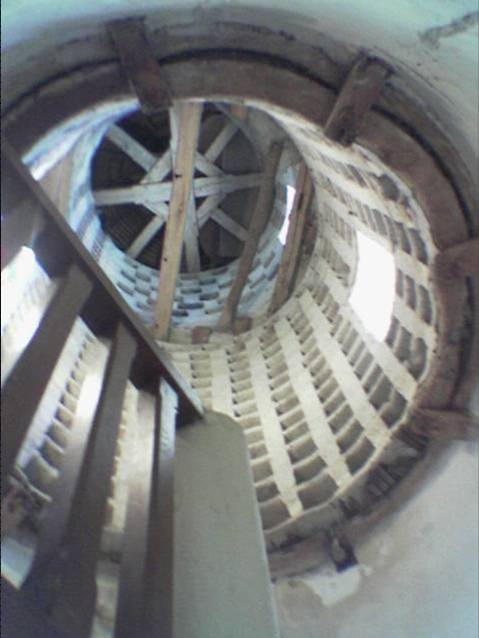
Vue intérieure du colombier

Cette tour cylindrique, en saillie sur la cour, fut probablement édifiée aux alentours du XVIe siècle (probablement vers 1640), à l'emplacement de l'ancienne porte templière qui servait d'accès à la salle du chapitre.

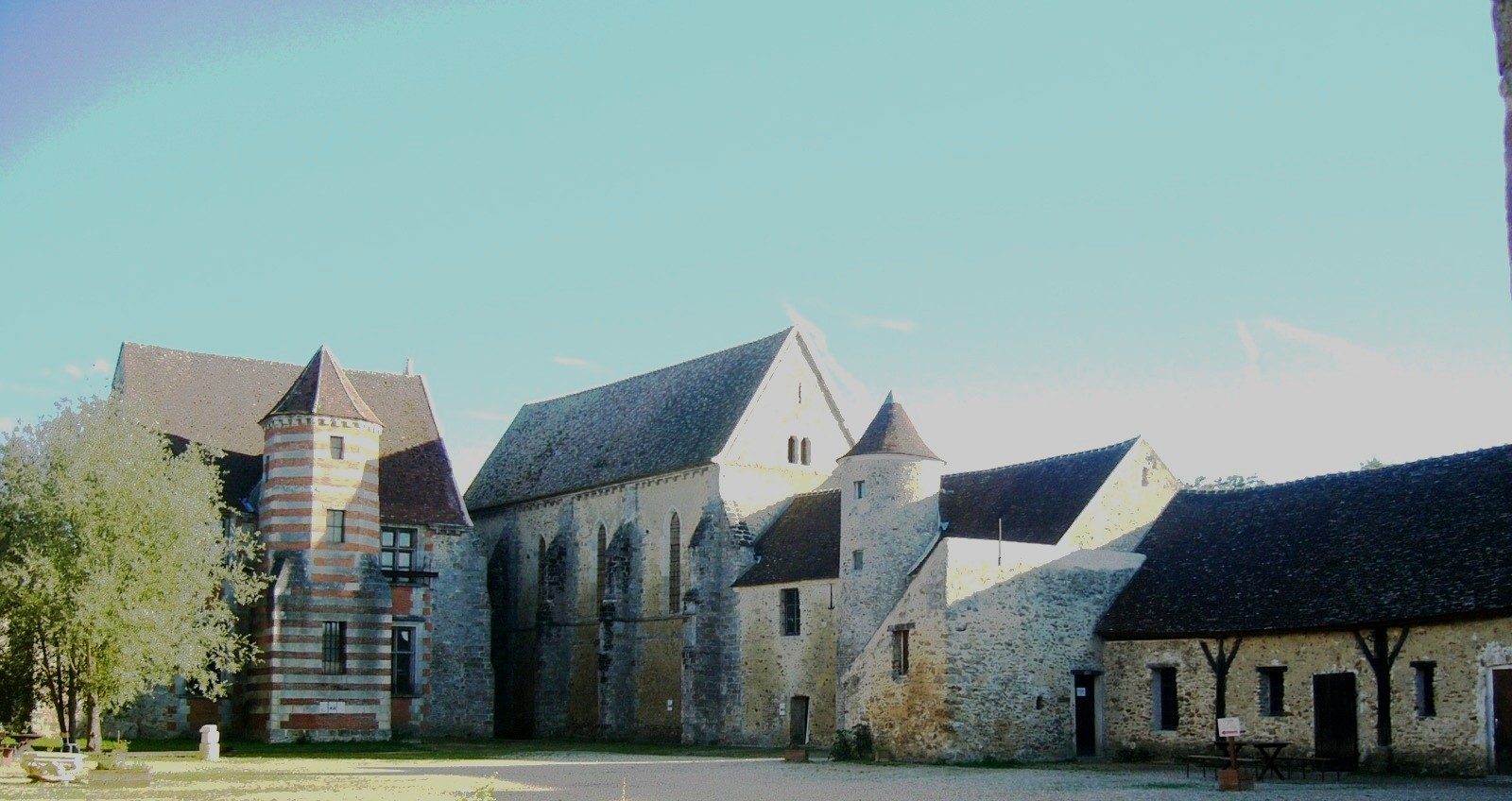
Vue de la commanderie depuis la cour, le colombier est presque au centre de la photo.

Il s'agit d'une tour cylindrique avec une corniche en plâtre, une toiture conique en tuiles plates posées sur une charpente à enrayure.
Ces maçonneries en moellons sont minces, environ 50 cm d'épaisseur. La tour servait à deux usages avec un escalier en bois en partie basse qui permettait d'accéder à l'étage de la maison, et le colombier en partie haute. Un plancher de séparation en chêne existait encore en 1970. 
La partie supérieure comporte deux étages de nichoirs construits en chaux sur encorbellement de bois. Deux fenêtres permettaient le passage ou l'enfermement des pigeons. On compte 393 nichoirs, le colombier a été, de tout temps, une marque de prestige et de richesse et ce nombre de nichoirs permettait d'évaluer la surface de terre possédée par les propriétaires; surface estimée à 500 hectares pour la Commanderie.
On ne sait rien du colombier que les Templiers devaient posséder dans cette commanderie. 

#### Salle du Chapitre

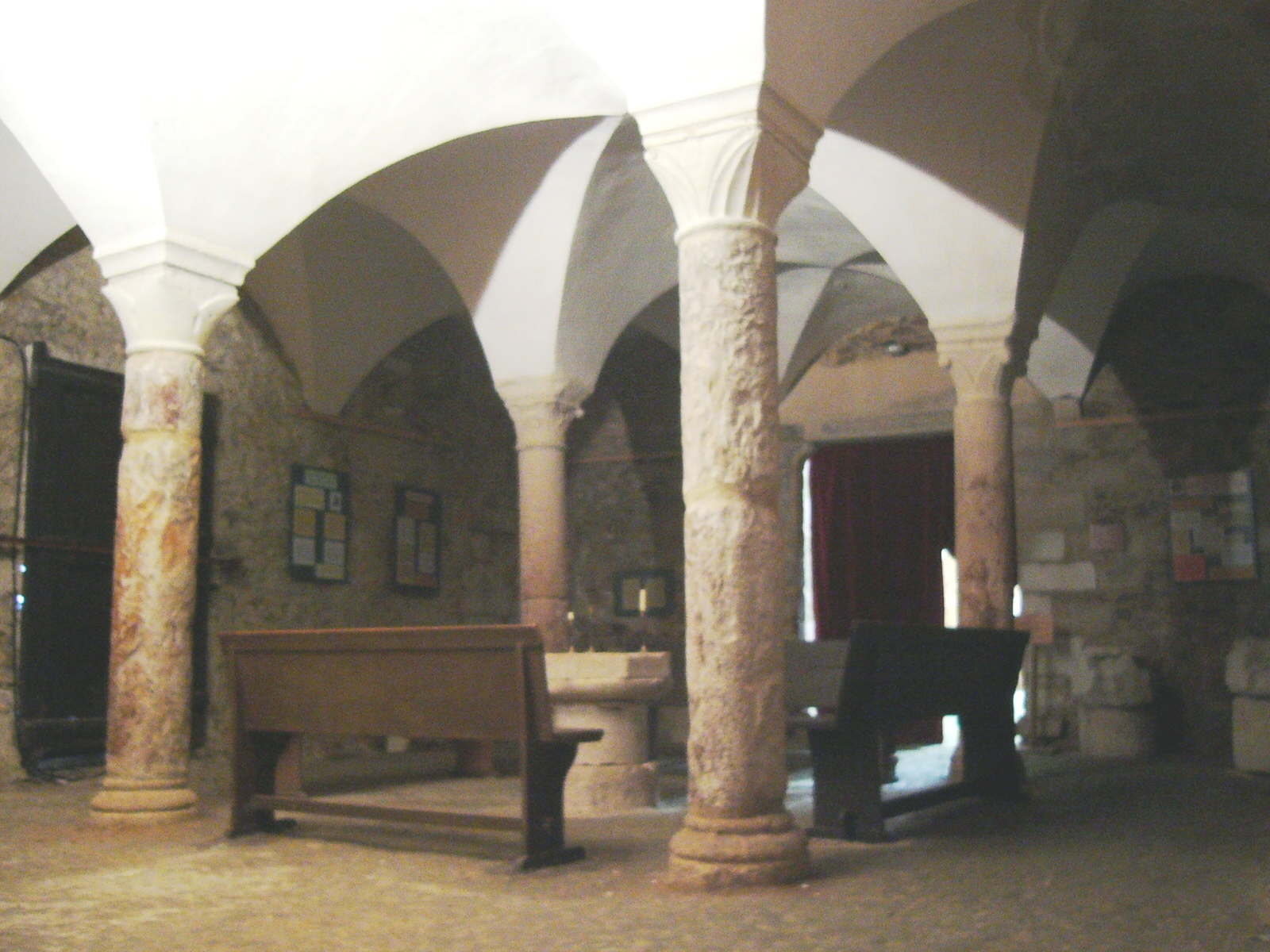
Salle du chapitre

Ce bâtiment à un étage, précède la chapelle à l'ouest. Le colombier est ancré au milieu de la façade nord. La salle du chapitre de plan carré est couverte d'une voûte romane enduite au plâtre qui s'appuie sur quatre colonnes. Les deux colonnes à l'est sont d'origine. Les enduits des murs ont disparu ainsi que le carrelage probablement vernissé vert. La salle était ouverte par deux portes barrées, l'une donnant vers la cour, l'autre vers la chapelle. L'absence de fenêtre ou de trace de fenêtre renforce le huis clos nécessaire aux réunions des frères.
Il n'existe pas de texte décrivant l'agencement de cette salle au Moyen Âge et le mobilier templier ou hospitalier a totalement disparu. Les bancs actuels installés entre les colonnes (cf photo) sont les anciens bancs du chapitre de l'abbaye bénédictine de Jouarre situées à douze km au nord de Coulommiers.
Cette salle capitulaire avait une double fonction. C'était la salle de lecture quotidienne des textes sacrés et de la Règle de l'Ordre. Chaque semaine, le chapitre, c'est-à-dire l'ensemble des moines de la communauté, s'y réunissait à huis clos, pour discuter, régler les problèmes et appliquer des sanctions en cas de non respect de la Règle. Son architecture est romane.
L'étage du bâtiment est constitué d'une grande pièce. On y accède par l'escalier du colombier. Une première porte donne accès à la tour de la chapelle. Une deuxième porte donnait accès à la chapelle par un escalier aujourd'hui disparu. On peut supposer qu'il s'agissait de l'appartement du commandeur templier.

#### Chapelle

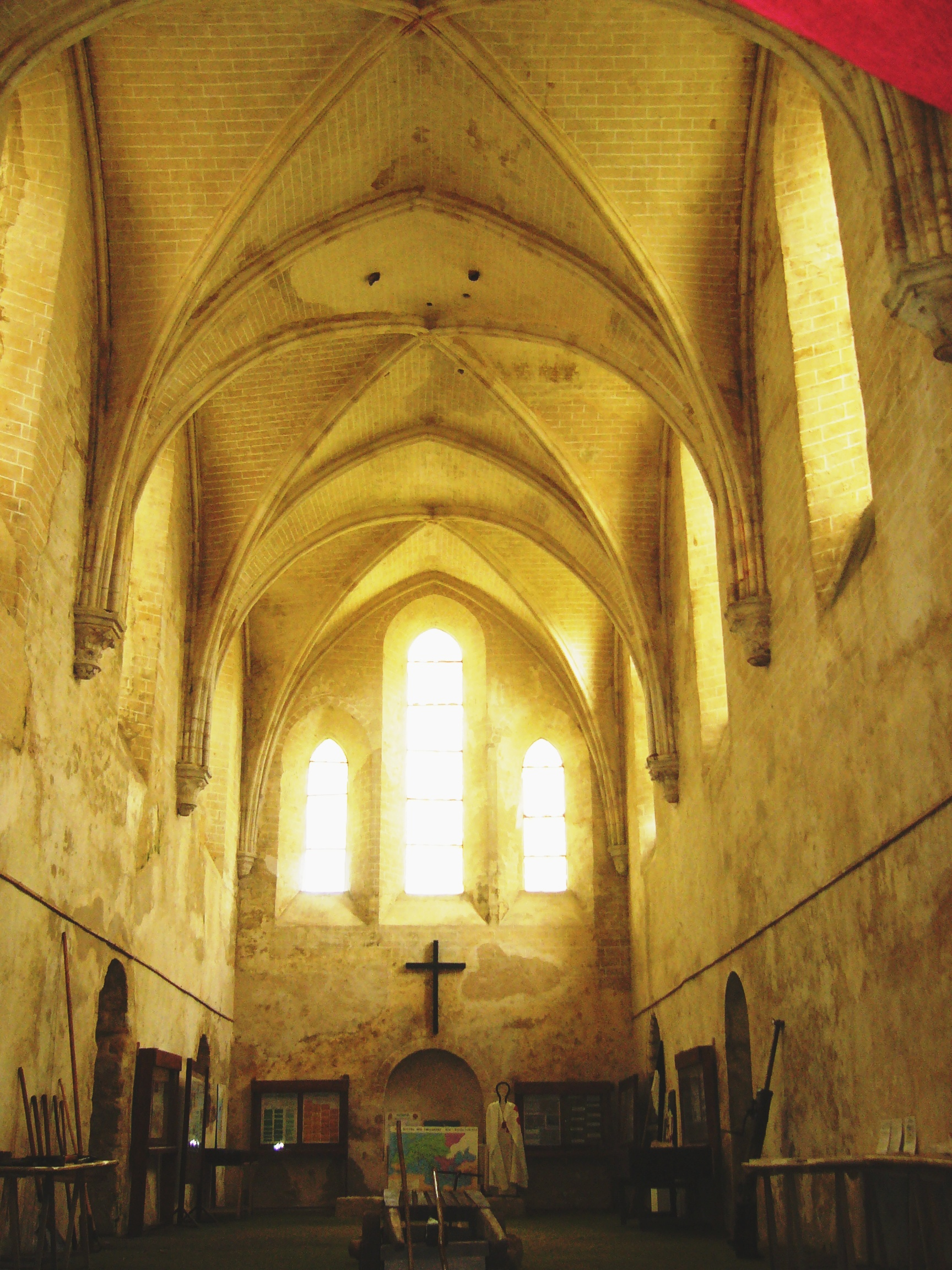
Vue intérieure de la chapelle.

La chapelle primitive du XIIe siècle détruite par un incendie fut reconstruite en 1205 dans le style gothique, elle était placée sous le vocable de sainte Anne.
C'est un bâtiment de plan rectangulaire orienté régulièrement vers l'est à chevet plat et qui mesure 10 m (H) x 30 m (L) x 6,80 m (l). Le mur du chevet est percé de trois fenêtres en arc brisé. Les murs construits en moellons sont enduits à l'intérieur comme à l'extérieur.
À l'intérieur, il persiste des faux joints peints au lait de chaux qui donnent l'impression que le mur est en pierre de taille. Des peintures templières sont encore visibles au chevet et autour de la clé de voûte du chœur. Elles sont blanches (lait de chaux) ornées d'un trait ocre. Il y a un saint Georges terrassant le Dragon, une scène de l'Annonciation, un Christ en gloire, et quatre anges. Les fresques ont été datées de 1210 par Marc Thibout, conservateur en chef du musée des Monuments français et datent de l'époque des Hospitaliers qui reprirent intégralement le décor de la chapelle en 1485 en y ajoutant des stalles, un nouveau pavage et refaisant tous les vitraux.
Dix chapiteaux sculptés soutiennent les arcs de la voûtes. Six représentent des motifs végétaux, quatre figurent des têtes humaines. La voûte culmine à onze mètres de hauteur et sa clé est décorée d'un agneau pascal.
Au-dessus de la voûte, fait exceptionnellement rare, se trouve encore la charpente datant de la reconstruction soit du début du XIIIe siècle. C'est une charpente en chêne à chevrons formant ferme. Il a existé au XVIe siècle un clocher en bois qui fut démonté à la Révolution. Le toit est couvert avec de grandes tuiles plates qui étaient à l’origine vernissées de couleur verte. Le sol actuellement en terre battue était recouvert d'un carrelage en terre cuite vernissé de couleur verte.
La chapelle possède toujours ses quatre portes : la porte des moines vers le logis au nord, la porte des morts vers le cimetière au sud, la porte principale vers la salle du chapitre à l'ouest au-dessus de laquelle se trouve la porte dite du commandeur donnant accès à l'étage du bâtiment du chapitre et autrefois reliée au logis du commandeur pour permettre à ce dernier d'assister aux offices de nuit sans descendre dans l'Eglise.

Non loin de la porte des morts, la piscine à deux cuvettes, inscrite dans une niche en arc brisé date probablement du XIIIe siècle, elle était traditionnellement utilisée pour y verser les eaux de purification ayant servi au célébrant.

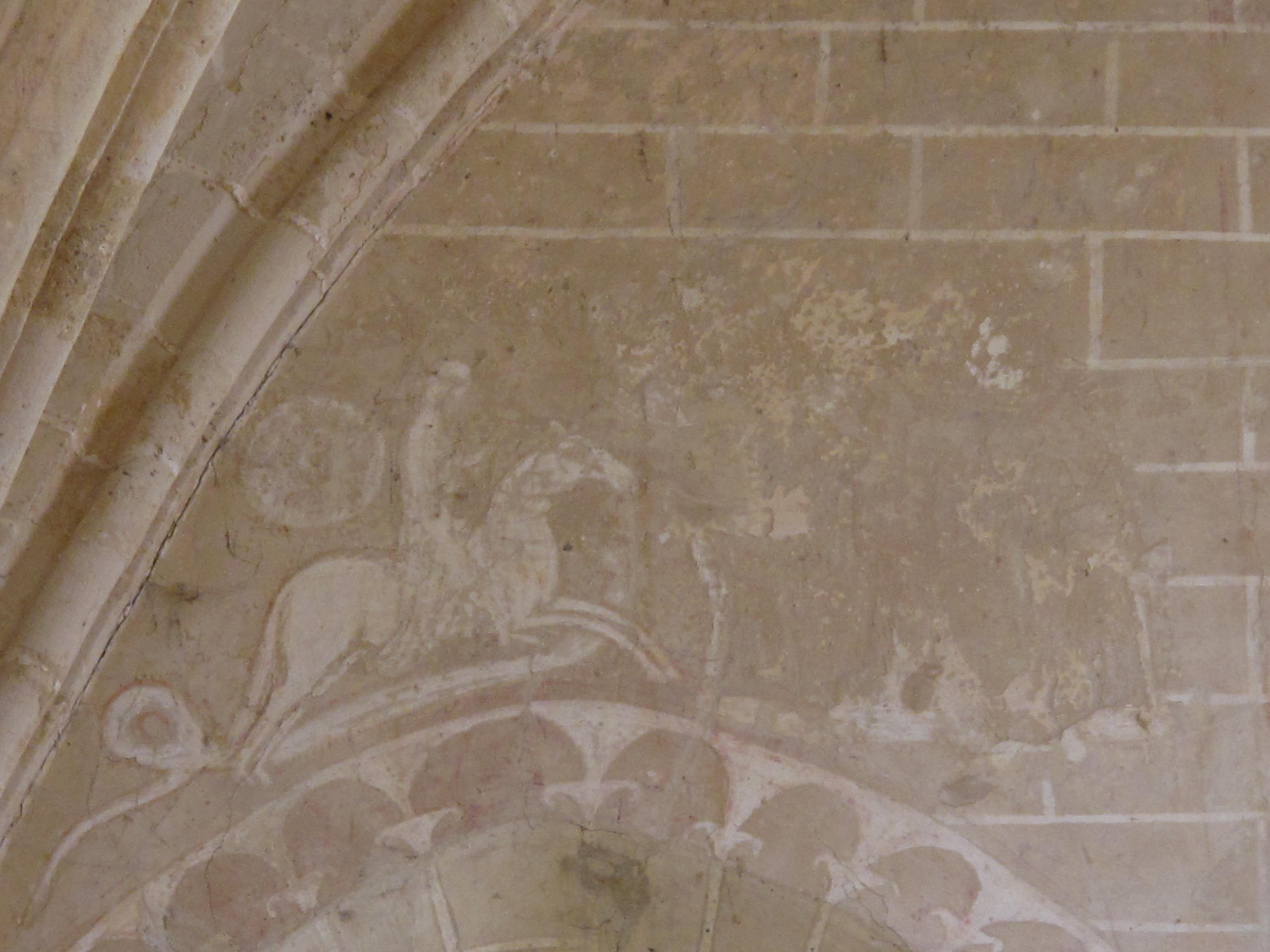
Saint Georges terrassant le dragon.
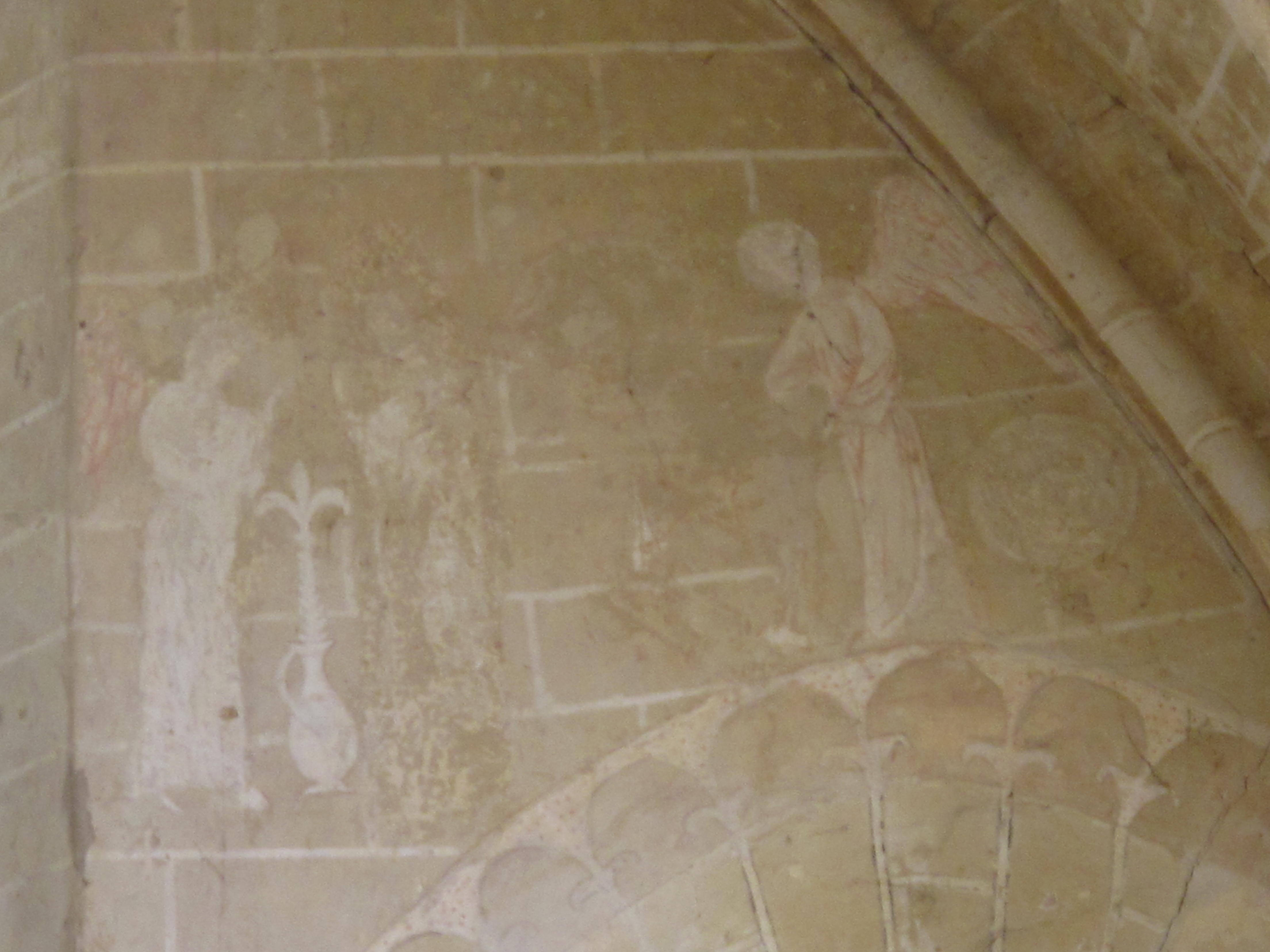
Annonciation.
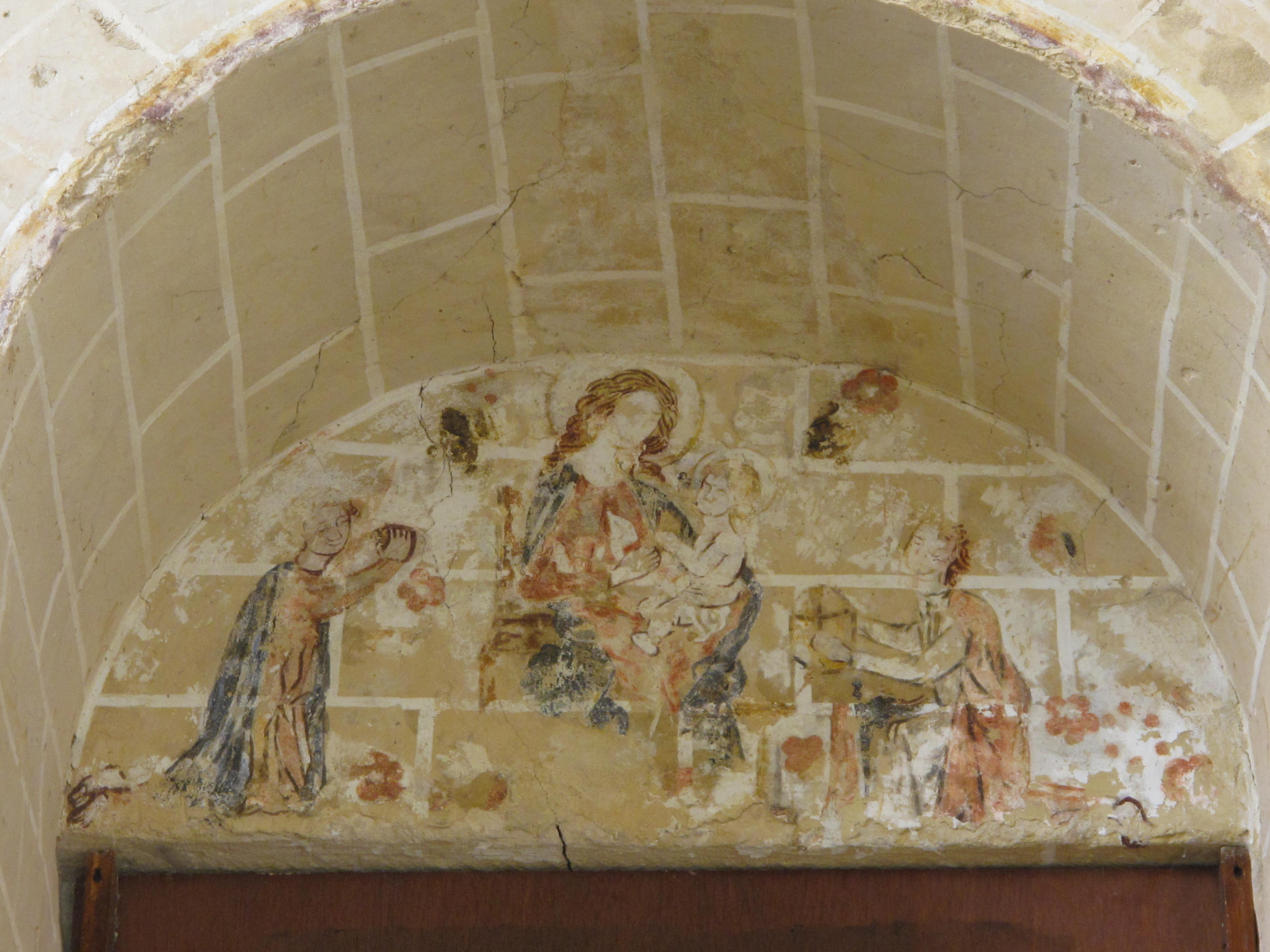
Adoration des mages.

A la Révolution française, la chapelle Sainte Anne est désacralisée, son clocher abattu, le mobilier et les objets de culte vendus, les vitraux brisés, les fenêtres murées. La chapelle servira de grange à foin jusqu'en 1964. Il faudra attendre 1969 pour qu'une restauration soit entreprise. Aujourd'hui, elle accueille des expositions et des concerts.

#### Cave

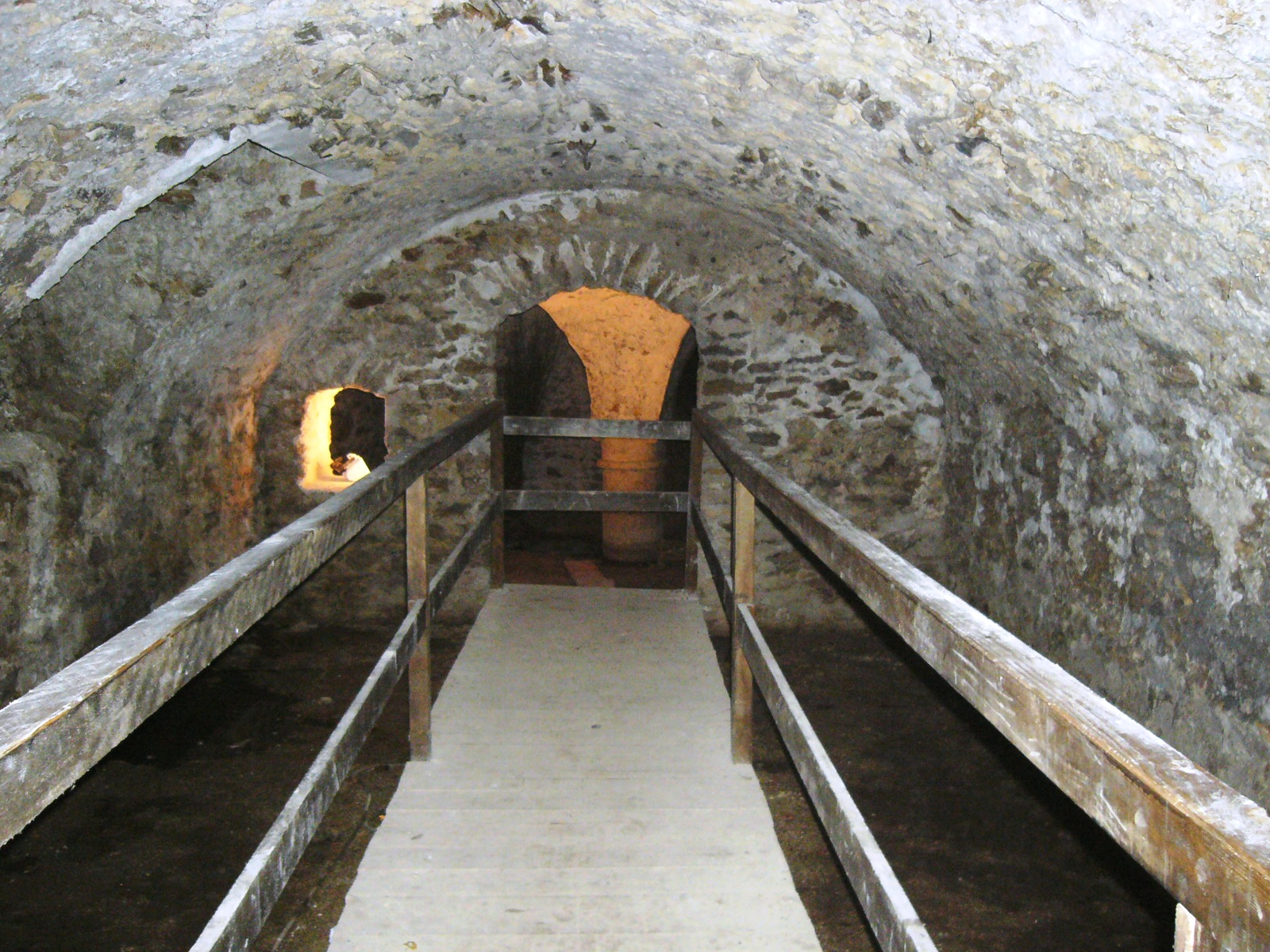
Grande cave

La cave templière est constituée de deux salles construites en moellons maçonnés au mortier de chaux à gros grain. Son accès se fait par un escalier en marches de grès.
La première salle longitudinale est voûtée en berceau. La deuxième salle est carrée. En son centre, une grosse colonne soutient la voûte. Le chapiteau est décoré de quatre crochets d'angle en forme de boule. Dans le mur ouest, une cavité pourrait être l'entrée d'un souterrain, aujourd'hui désaffecté. 
Il semble qu'un souterrain prolongeait la cave à l'ouest. Son entrée large de 1,55 mètre a été écroulée et bouchée par les fermiers vers 1850 et ce pour des raisons de sécurité (absence d'oxygène). Ce souterrain servait d'accès discret et de sécurité pour les frères de la Commanderie. Il est probable qu'il débouchait à une centaine de mètres plus loin dans un champ ou un bois qui appartenait à la Commanderie.

### Le jardin médiéval

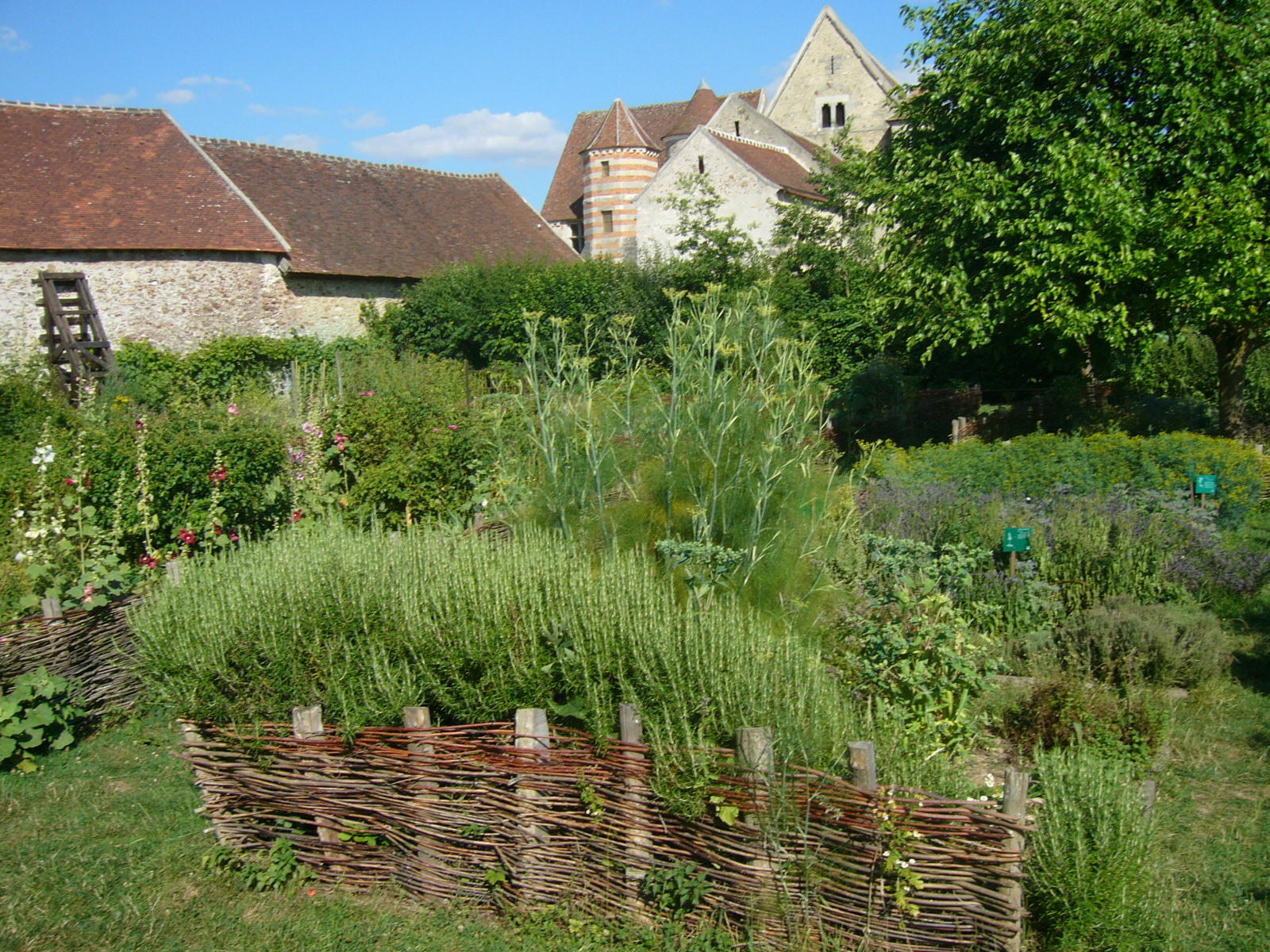
Vue des bâtiments depuis le jardin médiéval

Le jardin médiéval de la commanderie de Coulommiers a été créé en 1993 par l'association ATAGRIF sous la direction du paysagiste Joël Chatain. À l'emplacement d'un ancien jardin disparu, il s'étend sur 4 000 m2 et présente une collection de 250 plantes sauvages ou cultivées, connues au Moyen Âge.

### Les abords
L'environnement de la commanderie a été complètement transformé à partir de la seconde moitié du XXe siècle en raison d'une grande opération d'urbanisme. Un quartier moderne a été construit à partir de la fin des années 1960 : logements sociaux, hôpital, centrale géothermique, châteaux d'eau en béton de 45 mètres de hauteur surmontés depuis d'antennes de téléphonie, lycées et terrains de sports. Ces constructions se trouvent actuellement dans le périmètre de protection monument historique.
La commanderie était entourée d'un mur en moellons qui a été en partie détruit en 1984 par la municipalité de Coulommiers et partiellement reconstruit depuis. Ce mur couvert en tuiles délimite une surface d'environ deux hectares autour de la Commanderie. Il protège au sud un jardin d'inspiration médiévale, un verger et l'ancien cimetière. Deux puits ont été découverts. Celui du sud a été en partie restauré, l'autre situé à l'est devant le logis a été détruit et bouché.
Un étang qui servait aussi d'abreuvoir, se trouvait encore devant l'entrée de la commanderie au XIXe siècle. Il est aujourd'hui comblé. Deux chemins conduisaient à la commanderie. Un plan de 1747 indique l'emplacement de prés ou pâturages, de vignoble et d'une culture de chanvre.

## Sources
- Hervé Baptiste, La Commanderie des Templiers de Coulommiers : vie et résurrection, Édition Lefèvre, 2000, 299 p.
- Eugène Mannier, Ordre de Malte : Les commanderies du grand-prieuré de France d'après les documents inédits conservés aux Archives nationales à Paris, Aubry & Dumoulin, 1872, 808 p. (lire en ligne)